# Jung Yong-hwa
Jung Yong-hwa (정용화?, 鄭容和?, Jeong Yong-hwaLR, Chŏng YonghwaMR; Seul, 22 giugno 1989) è un cantante, produttore discografico e attore sudcoreano.

## Biografia
La sua famiglia è composta dai genitori e da un fratello maggiore. Nel 1991, si sono trasferiti a Busan, dove ha frequentato le scuole superiori e ha cominciato a comporre musica. Prima di dare gli esami per l'università, è tornato a Seul, dove è entrato ufficialmente nella FNC Music, diventando poi leader, voce principale e chitarrista della rock band CN Blue. Nel 2009, è andato in Giappone per studiare musica con i componenti della sua band. Jung ha debuttato nel ruolo di Kang Shin-woo nel drama coreano Minam-isine-yo il 7 ottobre 2009. Nel 2011 ha assunto le vesti di Lee Shin nel drama Neon naege banhaess-eo e nel 2017 quelli di San Ma-ru in The Package.